# Бесплодие
Бесплодие — в биологии — потеря растениями и животными способности размножаться половым путём.
Бесплодие (инфертильность) (лат. Sterilitas) — в медицине — неспособность пары в детородном возрасте зачать ребёнка при регулярной половой жизни.
Супружескую пару считают бесплодной, если беременность у женщины не наступает в течение года регулярной половой жизни (половые контакты не реже, чем 2 раза в неделю) без использования средств и методов контрацепции. Согласно данным Всемирной Организации Здравоохранения «…около 8 % супружеских пар в течение репродуктивного периода жизни сталкиваются с проблемой бесплодия».
У человека различают абсолютное бесплодие, предопределённое неизлечимыми изменениями в половом аппарате мужчины или женщины (дефекты развития, оперативное удаление половых желёз, травмы и иные), и относительное, причины которого могут быть устранены. Бесплодие называют первичным, если беременности никогда не было, и вторичным, если раньше у женщины была хотя бы одна беременность, чем бы она ни закончилась (родами, внематочной беременностью, выкидышем и т. д.).

## Женское бесплодие
Причинами женского бесплодия могут быть:
1. Непроходимость или отсутствие маточных, или фаллопиевых труб, в которые яйцеклетка попадает после овуляции и в которых встречается со сперматозоидами. В дистальных отделах маточных труб происходит встреча и слияние сперматозоида с яйцеклеткой, то есть происходит оплодотворение, в результате которого образуется эмбрион. Эмбрион движется по трубе в полость матки благодаря сокращениям мышечной стенки трубы (перистальтике) и ресничкам (эпителий, выстилающий трубу изнутри), которые «гонят» эмбрион в матку. Непроходимость маточных труб, как правило, является результатом спаечного (слипчивого) процесса, к которому приводит воспаление труб (сальпингит). Иногда это результат стерилизации женщины (перевязки или пересечения маточных труб). Отсутствие маточных труб наблюдается после хирургического удаления трубы, например, в связи с внематочной (трубной) беременностью или гнойным процессом в ней (пиосальпинкс).
2. Спаечный процесс в малом тазу (перитонеальный фактор бесплодия) является следствием операций, воспалительного процесса, эндометриоза. Спайки могут окутывать яичник или располагаться между трубой и яичником, препятствуя попаданию яйцеклетки в трубу. При сочетании трубного и перитонеального фактора говорят о трубно-перитонеальном бесплодии.
3. Эндокринные (гормональные) нарушения — могут быть следствием патологии яичников (их истощения, синдрома поликистозных яичников и др.) и других эндокринных (гипоталамуса, гипофиза, надпочечников, щитовидной железы) и неэндокринных органов (печени, почек и др). К эндокринному бесплодию могут приводить нарушения обменных процессов, психический стресс и пр. Чем бы ни было вызвано эндокринное бесплодие, его ключевым моментом всегда является поломка механизма овуляции (ановуляция)[3].
4. Патология или отсутствие матки — органа, в котором происходит имплантация эмбриона и вынашивание плода. Патология матки может быть врождённой (внутриматочная перегородка, двурогая матка, удвоение матки и др.) и приобретённой (удаление или рубцы на матке после операций, миома матки, эндометрит, аденомиоз, полипоз, гиперплазия эндометрия и др.).
5. Эндометриоз, который выражается в разрастании слизистой матки (эндометрия) за её пределами. Между очагами эндометриоза возникают спайки, которые являются причиной трубно-перитонеального бесплодия.
6. Иммунологическое бесплодие — связано с наличием у женщины антител к сперматозоидам (антиспермальных антител[4]).
7. Хромосомная патология может приводить к стерильности женщины.
8. Психологическое бесплодие рассматривается как результат осознанного или неосознаваемого нежелания женщины иметь ребёнка. Иногда это страх перед беременностью и родами, иногда нежелание иметь ребёнка от данного мужчины, иногда сопротивление изменениям внешности, к которым может привести беременность, и так далее.
9. Снижение овариального резерва, при котором уменьшается число антральных фолликулов в яичниках, а также возникают задержки менструации или они вовсе отсутствуют. У женщин может сохраняться регулярный менструальный цикл, но снижена чувствительность к гонадотропинам и снижен потенциал фертильности по сравнению с другими женщинами того же возраста [5].

## Мужское бесплодие
Мужское бесплодие — это неспособность мужчины оплодотворить женщину.
Причиной мужского бесплодия могут быть:
1. Эякуляторные расстройства, в том числе отсутствие эякулята, ретроградная эякуляция, которая возникает вследствие нарушенной иннервации моче-половых органов, другие.
2. Сексуальные расстройства: веногеная эректильная дисфункция и другие виды эректильной дисфункции, варикоцеле.
3. Анатомические изменения в строении половых органов мужчины: болезнь Пейрони (искривление члена), гипоспадия — когда наружное отверстие мочеиспускательного канала открывается не в головке полового члена, а у корня мошонки, в результате чего сперма не попадает во влагалище женщины. Другим вариантом анатомического бесплодия является непроходимость или врождённое отсутствие семявыносящих протоков. Непроходимость чаще всего связана с воспалительным процессом в мужском половом тракте, иногда является результатом скопления густого секрета (при генетическом заболевании муковисцидоз или фиброкистоз) или следствием оперативного лечения, например пересечения семенных канальцев с целью мужской контрацепции.
4. Эндокринные расстройства (гипер- и гипогонадотропный гипогонадизм, гиперпролактинемия, другие) могут приводить к нарушениям сперматогенеза. Для диагностики этой причины бесплодия необходимо определение гормонов: пролактина, тестостерона, ФСГ, ЛГ.
5. Повреждение сперматогенного эпителия, например, в результате облучения, химиотерапии, воздействия токсических веществ или высоких температур, инфекции, травмы мошонки, водянки яичек и т. д. В результате действия всех этих факторов в яичках снижается или прекращается выработка сперматозоидов. Это может быть обратимый и необратимый процесс.
6. Генетические, хромосомные нарушения, в результате которых сперматогенез не происходит.
7. Воспалительный процесс, включая заболевания, передающиеся половым путём.
8. Иммунологический фактор, когда наблюдается образование аутоиммунных антител против сперматозоидов (антиспермальных антител[6]).

Чем бы ни было вызвано мужское бесплодие, оно всегда найдёт своё отражение в спермограмме. Именно поэтому начинать обследование бездетной пары следует со спермограммы мужчины. Различают следующие варианты патологии спермы:
1. Анэякуляция — отсутствие эякулята (спермы).
2. Азооспермия — отсутствие сперматозоидов в эякуляте. Различают секреторную азооспермию, когда сперматозоиды в яичках не образуются, и обструктивную азооспермию, когда сперматозоиды образуются, но не извергаются вследствие непроходимости семявыносящих путей.
3. Олигоспермия — недостаточное количество (объём) спермы. По нормам ВОЗ объём составляет не менее 1.5 мл.[7]
4. Олигозооспермия — недостаточное количество сперматозоидов в сперме. По нормам ВОЗ концентрация сперматозоидов в сперме составляет не менее 15 млн/мл.[7]
5. Астенозооспермия — недостаточная подвижность сперматозоидов. По нормам ВОЗ доля подвижных сперматозоидов категории A+B+C в сперме составляет не менее 40 %[7].
6. Некроспермия — отсутствие живых сперматозоидов
7. Криптоспермия — наличие единичных подвижных сперматозоидов в эякуляте
8. Тератозооспермия — повышенное количество морфологически ненормальных сперматозоидов. По нормам ВОЗ доля морфологически нормальных сперматозоидов в сперме составляет не менее 4 %[7].
9. Пиоспермия — повышенное количество лейкоцитов в сперме вследствие воспалительного процесса.

Анализ эякулята (спермограмма) характеризует фертильность спермы у мужчины. Для эякулята с нормальными значениями количества, подвижности и морфологии сперматозоидов применяют термин «нормоспермия». Избыточное количество сперматозоидов в эякуляте (более 200 млн в 1 мл) обозначают термином «полиспермия».

## Бесплодие неясного генеза
Диагноз «бесплодие неясного генеза» (идиопатическое бесплодие) устанавливают, когда при всестороннем обследовании обоих партнёров не выявлено никаких причин для бесплодия. Оба партнёра по заключению здоровы, но беременность не наступает. Эта ситуация довольно распространена (около 5-7 % всех бесплодных пар) и связана с невозможностью определить все возможные причины сбоя в репродуктивной системе партнёров средствами современной медицины. Например, невозможно установить биохимические нарушения рецепторов оболочки яйцеклетки (препятствующие проникновению сперматозоида) средствами медицинского обследования. Такие нарушения иногда выявляются косвенным путём при проведении процедуры экстракорпорального оплодотворения. Очень часто вместо причины бесплодия неясного генеза устанавливаются мнимые причины бесплодия, устранение которых оказывается неэффективно.
Несовместимость
Нередко причина «неясного» бесплодия кроется в биологической или иммунологической несовместимости пары. Самым надёжным подтверждением такой формы бесплодия является ситуация, при которой супружеская пара в течение длительного времени не может достичь беременности, но после развода у каждого из бывших супругов быстро появляются дети в новых семьях. Для выявления несовместимости пары существуют разные пробы. Наиболее распространённые — «Посткоитальный тест» и проба Курцрока-Миллера.
Посткоитальный тест выполняется через 9 часов после полового акта. Из шеечного канала берут образец слизи и оценивают в нём количество и подвижность сперматозоидов. При пробе Курцрока-Миллера взаимодействие шеечной слизи сперматозоидов происходит на стекле, причём можно оценить взаимодействие шеечной слизи со спермой как мужа, так и донора. Для исключения ошибки пробы надо проводить максимально близко ко дню овуляции у женщины. При этом женщина не должна принимать препараты, изменяющие свойства шеечной слизи. Самый частый такой препарат — кломифен, на фоне которого результаты тестов искажены.
Преодолеть несовместимость пары можно путём внутриматочной инсеминации после проверки проходимости маточных труб.

## Сочетанное и комбинированное бесплодие
Сочетание у женщины нескольких причин бесплодия получило название «сочетанного бесплодия». Например, у одной и той же женщины могут быть непроходимы трубы, наблюдаться ановуляция, антиспермальные антитела и эндометриоз. Сочетанное бесплодие надо отличать от «комбинированного», при котором и мужчина, и женщина имеют проблемы с репродуктивным здоровьем.

## Лечение бесплодия
Область медицины, изучающая проблемы репродукции, называется репродуктологией. Проблемами женского бесплодия занимаются гинекологи, мужского — андрологи. Различают лечение бесплодия и преодоление бесплодия.
Под лечением бесплодия подразумевается применение всех возможных методов, которое приведёт к его преодолению, то есть наступлению беременности и рождению ребёнка. К традиционным методам лечения бесплодия можно отнести, например, хирургическое восстановление проходимости фаллопиевых труб у женщины, или хирургическое восстановление семявыносящих путей у мужчины, или хирургическое лечение варикоцеле у мужчины, гормональную терапию, а также ЭКО и другие вспомогательные репродуктивные технологии.
Современные исследования в области лечения бесплодия охватывают широкий спектр методов. Кроме перечисленных традиционных методов исследуются инновационные подходы, такие как использование стволовых клеток, генетического редактирования и тканевой инженерии, направленных на восстановление репродуктивной функции и повышение эффективности вспомогательных репродуктивных технологий. Например, исследованиях in vivo изучается эффективность и безопасность применения для лечения мужского бесплодия препарата на основе мезенхимных стромальных клеток. Мезенхимные стромальные клетки оказывают регенеративное действие преимущественно за счет секреции комбинации паракринных компонентов – так называемого секретома, который включает факторы роста, цитокины, хемокины, молекулы в составе внеклеточных везикул и белки внеклеточного матрикса.